# Hálózati kártya
A hálózati csatoló (röviden NIC, más néven hálózati kártya vagy adapter) egy számítógépes alkatrész, amely lehetővé teszi, hogy a számítógép csatlakozzon egy hálózathoz.
Régebben ezeket a csatolókat külön bővítőkártyaként kellett a számítógépbe helyezni. Manapság viszont az Ethernet technológia elterjedtsége miatt a legtöbb számítógép alaplapjába már be van építve ez a csatoló, vagy egy USB-s adapteren keresztül csatlakozik.
A modern hálózati csatolók fejlettebbek: képesek gyorsabb adatátvitelre, egyszerre több adatfolyam kezelésére, és bizonyos hálózati feladatokat önállóan is el tudnak végezni, ezzel tehermentesítve a számítógépet.

A hálózati kártya a számítógépek hálózatra kapcsolódását és az azon történő kommunikációját lehetővé tevő bővítőkártya. Manapság már az alaplapok többsége integrált formában tartalmazza.
Az az egység, amely minden hálózatra kötött számítógépben megtalálható. A hálózati kártya teszi lehetővé, hogy a hálózat fizikai közegéhez (legtöbbször kábelezés) kapcsoljuk a számítógépünket. Sok gyártója létezik, de a szabványosítás miatt bármelyik összekapcsolható egymással. Nincs viszont szabványosítva a számítógép - hálózati kártya felület, ezért gyártóspecifikus meghajtóprogramot kell használni a kártya működtetésére.
A hálózati kártya tulajdonképpen kapu a nagyvilágra. Bár legtöbben a sodrott érpárral való összeköttetést preferálják, de egyre többen használnak vezeték nélküli topológiát a költséges és nehézkesen kiépíthető kábelkötegek elkerülése végett. Régebben koaxiális kábelt használtak, amelynek az volt az előnye, hogy külön dedikált eszköz jelenléte nélkül volt lehetőség újabb és újabb eszközök beiktatására a hálózatba - persze a hálózatba kötött eszközök számával erősen romlott a sávszélesség. Manapság a sodrott érpárral való összeköttetés 100, 1000 Mbit/s (régebben 10 Mbit/s) sávszélességet biztosít. Wireless esetén 11 Mbit/s (802.11b), 54 Mbit/s (802.11g), 150 Mbit/s (802.11n).
A legtöbb esetben legalább egy LED is található az eszközön, amely jelzi a fizikai réteg meglétét.
Általában két LED van a kártyán, ez  a hibakeresésnél könnyíti meg a dolgunkat. A sárga színű led akkor világít, ha sikeresen csatlakoztunk az UTP-s kábellel. Ez két gép esetén annyit jelent, hogy a másik gépbe is be van dugva a kábel, illetve HUB esetén, hogy van HUB a vezeték másik végén. Ez a sárga LED adásnál villog.
A zöld színű led akkor világít, ha a kártya lehetőséget lát a 100Mbites adatátvitelre. Ez akkor történhet meg, ha a környezet is képes ilyen sebességű kommunikációra. Itt is igaz, hogy 100Mbites adás közben ez a led villog.
A hálózati kártya csatlakozhat a számítógéphez PCI, USB, PCMCIA csatolófelületeken keresztül.

## Célja
A hálózati vezérlő (vagy hálózati kártya) olyan áramköröket tartalmaz, amelyek lehetővé teszik, hogy a számítógép egy adott hálózati szabvány szerint – például Etherneten vagy Wi-Fi-n – tudjon kommunikálni. Ez az alapja annak, hogy a számítógépek helyi hálózaton (LAN) belül, vagy akár az interneten keresztül is tudjanak egymással adatokat cserélni.
A hálózati kártya segít abban, hogy a számítógép hálózaton keresztül tudjon kommunikálni – akár vezetékkel, akár vezeték nélkül. Ez az eszköz felel azért is, hogy a számítógép fizikailag csatlakozzon a hálózathoz, és egyedi azonosítót (MAC-címet) használjon, amellyel felismerhető a hálózaton.

## Megvalósítás
A hálózati vezérlőket eredetileg bővítőkártyaként valósították meg, amelyeket a számítógép belső csatolójába (buszába) lehetett bedugni. Az Ethernet szabvány alacsony költsége és széles körű elterjedtsége miatt a legtöbb új számítógép már beépített hálózati vezérlővel rendelkezik, amely az alaplap része. Az újabb szerverek alaplapjai gyakran több beépített hálózati csatlakozással is rendelkeznek.
Az Ethernet-képesség vagy közvetlenül az alaplapi chipkészletbe van integrálva, vagy egy olcsó, külön erre a célra készült Ethernet chip segítségével van megvalósítva. Különálló hálózati kártyára általában már csak akkor van szükség, ha további, független hálózati kapcsolatokra van igény, vagy ha a használt hálózat nem Ethernet-alapú.
Az általános irány a számítógépes hardverek fejlődésében az, hogy minél több alkatrészt egyetlen chipbe integrálnak („system on a chip” megközelítés), és ez a trend a hálózati vezérlőkre is érvényes.

## Teljesítmény és fejlett funkciók
A több soros hálózati kártyák (NIC-ek) több adási és vételi  sorral rendelkeznek, ami lehetővé teszi, hogy a hálózati kártya által fogadott csomagokat ezek közül valamelyik vételi sorhoz rendelje. A kártya az érkező forgalmat egy hash függvény segítségével oszthatja szét a különböző vételi sorok között.
Minden vételi sorhoz külön megszakítás van rendelve; ha ezeket a megszakításokat különböző processzorokhoz vagy processzormagokhoz irányítják, akkor a hálózati forgalom által kiváltott megszakítások feldolgozása megosztható a CPU egységek között. Ez a megoldás javítja a rendszer teljesítményét, mivel így a terhelés nem egyetlen processzorra vagy magra hárul, hanem párhuzamosan több CPU egység végzi a feldolgozást.
Több soros hálózati kártyák esetén további teljesítményjavulás érhető el, ha a kimenő (küldött) forgalmat különböző adási sorok között osztják szét. Ha a különböző adási sorokat különböző processzorokhoz vagy processzormagokhoz rendelik, elkerülhető az operációs rendszer belső erőforrás-konfliktusa. Ezt a megoldást általában transmit packet steering-nek (XPS) nevezik.
Néhány termék támogatja a hálózati kártya partícionálását (NIC partitioning, NPAR, más néven port-partícionálás), amely az SR-IOV virtualizáció segítségével képes egyetlen 10 gigabites Ethernet hálózati kártyát több különálló virtuális NIC-re osztani. Ezek a virtuális NIC-ek dedikált sávszélességgel rendelkeznek, és az alapprogram (firmware) és az operációs rendszer számára külön PCI-eszközfunkcióként jelennek meg.

## Fontosabb gyártók

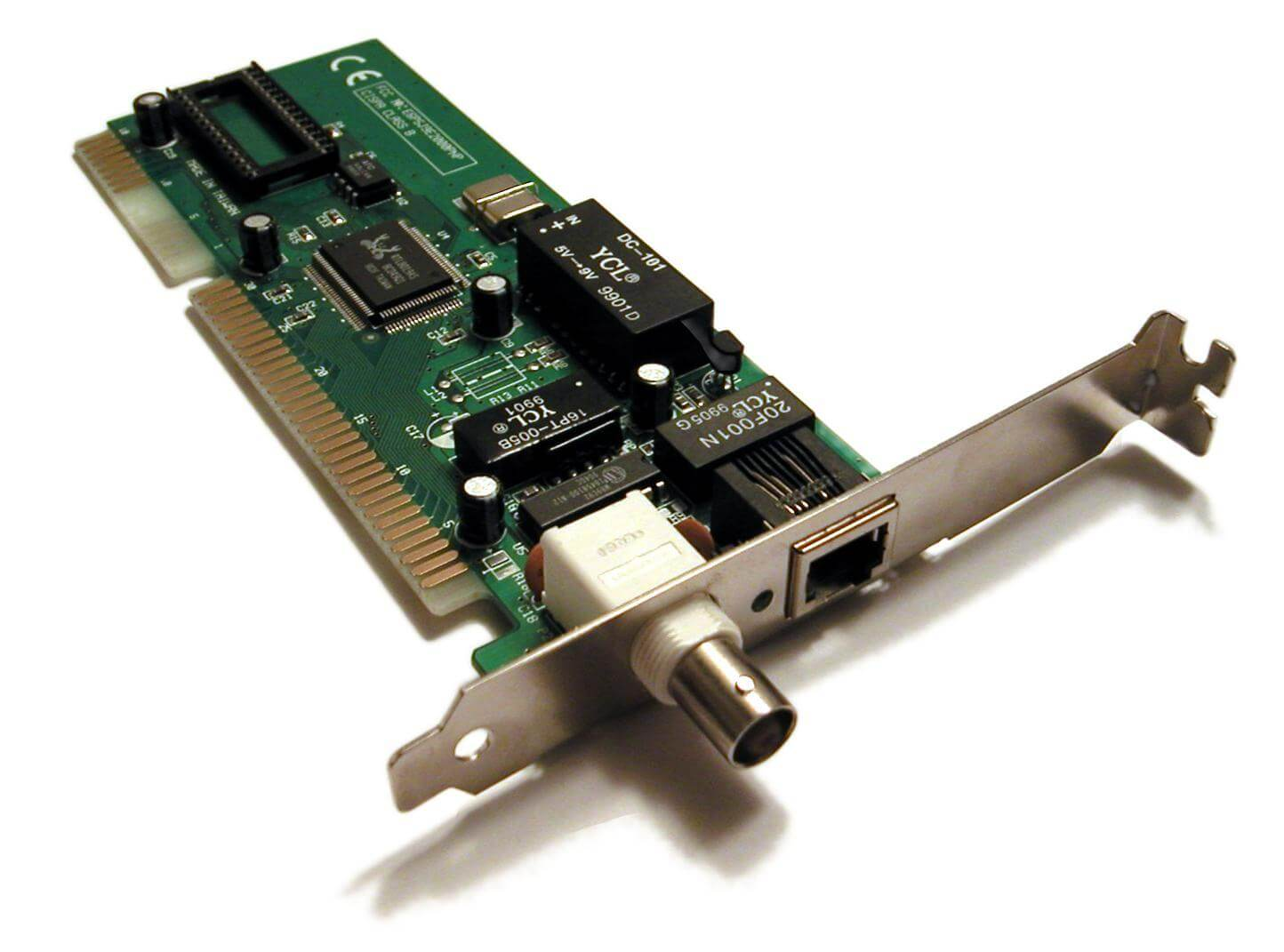

- 3Com
- AEI Intelligent Technologies
- AMD
- ASIX Electronics
- Belkin
- Broadcom
- Cisco
- Digital Equipment Corporation
- D-Link
- Intel
- LeWiz Communications
- Linksys
- Marvell Technology Group
- National Semiconductor
- Netgear
- Novell
- Realtek
- VIA Networking
- Xircom: Acquired by Intel in 2001